# Johann Nepomuk von Laicharting
Johann Nepomuk von Laicharting est un entomologiste autrichien, né le 4 février 1754 à Innsbruck et mort le 7 mai 1797 dans cette même ville.
Il enseigne l’histoire naturelle à Innsbruck et décrit de nombreux genres et espèces de coléoptères.
Il fait paraître Verzeichniss und Beschreibung der Tyroler-Insecten. 1. Teil. Kaferartige Insecten en un volume (1781). C’était probablement le début d’un ouvrage qui devait couvrir tous les insectes d’Autriche.

## Botanique
Il est le descripteur de Potentilla anglica Laichard.
Laichard. est l’abréviation botanique standard de Johann Nepomuk von Laicharting.
Consulter la liste des abréviations d'auteur en botanique ou la liste des plantes assignées à cet auteur par l'IPNI, la liste des champignons assignés par MycoBank, la liste des algues assignées par l'AlgaeBase et la liste des fossiles assignés à cet auteur par l'IFPNI.

## Source
- Traduction de l'article de langue anglaise de Wikipédia (version du 5 janvier 2006).

- Notices d'autorité :   - VIAF
  - ISNI
  - IdRef
  - LCCN
  - GND
  - Pays-Bas
  - Tchéquie
  - Grèce
  - WorldCat
- Notice dans un dictionnaire ou une encyclopédie généraliste :   - Deutsche Biographie

- Biodiversity Heritage Library
- Harvard University Herbaria & Libraries
- International Plant Names Index
- ZooBank

- Ressource relative aux beaux-arts :   - Te Papa Tongarewa

## Note
1. ↑  Également connu sous le nom de « Johann Nepomuk von Laicharding », forme expliquant par ailleurs son abréviation en botanique.